# کیت پوپارت
کیت پوپارت (استونیایی: Keith Pupart؛ زادهٔ ۱۹ مارس ۱۹۸۵) بازیکن والیبال اهل استونی است.